# 中央福音伝道館

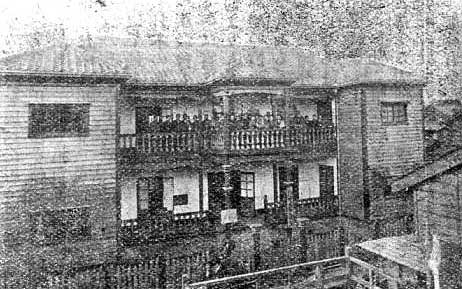
神田神保町の中央福音伝道館,1901年頃

中央福音伝道館（ちゅうおうふくいんでんどうかん、英: Central Gospel Mission）は、日本ホーリネス教会の最初の伝道所。
日本メソジスト教会の伝道師であった中田重治が人間的な力による伝道に限界を感じて、聖霊の力による伝道を求めてアメリカに留学する。ムーディ聖書学校時代に聖霊のバプテスマを受ける。ムーディー聖書学校時代に、シカゴのメソジスト教会で知り合った同市在住のチャールズ・カウマン夫妻が中田の支援者になる。日本に帰国してからも、中田はカウマンとは文通をして信仰を深めていた。
カウマンが自分の生涯について思索している時に、1900年(明治33年)8月11日午後10時30分に中田を助けて日本伝道をすべしとの召命を受けた。チャールズが妻のレテーに告げると、レテーも6週間前に同じ召命を受けていたので、2人で日本伝道をすることを決めた。
カウマン夫妻はしばらくの準備を経た後、1901年(明治34年)2月1日の朝にサンフランシスコの港を出発した。メソジスト教会を脱退した中田は、どこかに伝道館(伝道所)を設立したいと考えており、カウマン夫妻を迎えるにあたっても新しい伝道館を設立する熱意をもっていた。
1月号の「焔の舌」に「新設さるべき伝道館と聖書学校」とカウマンの来日が予告された。
2月22日に、チャールズ・カウマンとレテー・カウマンが横浜港に着くと、そこで中田と再会した。当時のキリスト教界は二十世紀大挙伝道の記念伝道会を企画していた。
中田とカウマンは蕎麦屋で伝道館建設を相談した。新しい建物を作る資金がないので、東京市の建物を探していた。雪の降る日に神田を歩いていると、中田は『神田とは、神の田という意味ですよ』と言い、『神保町とは神が保つという意味ですよ』と言った。カウマンは『きっとここに神様が備えていてくださるでしょう』と言って祈った。
神田神保町十番地の廃校になった、二階建ての私塾の小学校の建物を見つけた。そこはメソジスト系の中国人が開いていた私塾の小学校であった。交渉を開始して、年間240ドルの家賃で借りることになり、「中央福音伝道館」という看板を掲げて伝道を始めた。年中無休で夜ごとに伝道集会を行った。

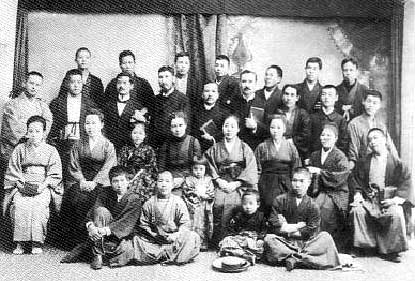
聖書学院の教師と生徒と家族、1902年

1901年4月には、伝道者育成のために、聖書学校を開設した。一階に中田一家と女子が住み、二階にカウマン夫妻と男子が住んだ。
また、4月1日に聖書学校（後の柏木聖書学院）を開校した。1901年10月、山形県楯岡町（現在、村山市楯岡）に最初の地方伝道館を設立する。1902年8月にアーネスト・キルボルン夫妻が中田の働きに加わり、自給伝道をモットーに活動をした。
1903年2月には、最上郡新庄町（現在、山形県新庄市）、谷地（現在、山形県河北町谷地）に伝道館を設立して、後には栃木県宇都宮市、横浜市、伊豆などに伝道館を設立した。